# ليودميلا بوروزنا
ليودميلا فاسيلييفنا بوروزنا ( (الروسية: Людмила Васильевна Борозна)   . من مواليد 2 يناير 1954) هي لاعبة كرة طائرة كانت تلعب لصالح فريق الاتحاد السوفيتي الذي فاز بالميدالية الذهبية في كرة الطائرة النسائية في الألعاب الأولمبية الصيفية لعام 1972 .   

## روابط خارجية
- ليودميلا بوروزنا على موقع أوليمبيديا (الإنجليزية)